# Berberis alpicola
Berberis alpicola är en berberisväxtart som beskrevs av Camillo Karl Schneider. Berberis alpicola ingår i släktet berberisar, och familjen berberisväxter. Inga underarter finns listade i Catalogue of Life.